# Macrochaeta papillosa
Macrochaeta papillosa är en ringmaskart som beskrevs av Ehlers 1913. Macrochaeta papillosa ingår i släktet Macrochaeta och familjen Acrocirridae. Inga underarter finns listade i Catalogue of Life.